# Sukollawat Kanarot
Sukollawat Kanaros (tiếng Thái: ศุกลวัฒน์ คณารศ, phiên âm: Su-con-la-vát Kha-na-rót, sinh ngày 18 tháng 4 năm 1985) còn có nghệ danh là Weir (เวียร์) là một ca sĩ, diễn viên và người mẫu người Thái Lan trực thuộc Channel 7 (CH7). Anh được biết đến nhiều nhất qua các bộ phim như Thủ đoạn mưu mô (2012), Âm mưu đen tối (2013), Cạm bẫy hào quang (2014), Theo đuổi tình yêu đến tận cùng thế giới (2014), Bão tố cuộc đời (2016), Cặp đôi cay như ớt (2017), Sự thỏa hiệp của con tim (2018) cùng với phim điện ảnh Malila: The Farewell Flower - một trong những bộ phim được đề cử Giải Oscar 2019.

## Tiểu sử và học vấn
Sukollawat sinh ngày 18 tháng 4 năm 1985 ở tỉnh Khon Kaen. Anh là con trai thứ hai của Veera và Ploypailin, anh có một anh trai (qua đời năm 2009).
Anh tốt nghiệp mẫu giáo, tiểu học, và trung học trường Trung học Thực hành thuộc Đại học Khon Kaen. Anh tốt nghiệp Cử nhân ngành Kỹ thuật Dân dụng tại Đại học Khon Kaen và Thạc sĩ ngành Quản trị Nghệ thuật Truyền thông tại Học viện Kantana.

## Sự nghiệp
Weir theo học khoa Kỹ thuật, chuyên ngành Kỹ thuật Dân dụng tại trường Đại học Khon Kaen với ước mơ trở thành người tiếp nối sự nghiệp của cha mình. Nhưng vào năm 2 đại học, một bước ngoặt lớn đã mở ra cho anh nhiều cơ hội lớn để trở thành một diễn viên tài năng, giàu có. Anh còn được mệnh danh là Quách Phú Thành của Thái Lan.
Weir bắt đầu sự nghiệp diễn xuất khi được quản lý của anh Ae Suphachai phát hiện, Ae nhìn thấy hình của Weir trên điện thoại của một người bạn. Ae Suphachai đi đến Khon Kaen và thuyết phục Weir tham gia vào giới giải trí. Do Weir lúc đó vẫn còn đang đi học nên phải hỏi ý kiến bố mẹ và được họ đồng ý.
Sau đó, anh ký hợp đồng với đài Channel 7 (CH7) - đây là đài truyền hình lớn nhất Thái Lan, trực thuộc chính phủ Thái Lan, có độ phủ sóng mạnh nhất và có tỷ suất người xem đài cao nhất cả nước. Đài CH7 có thể gọi là "Thiên hậu cung" vì đài này có nhiều ngôi sao nữ hạng A trong khi ngôi sao nam có vẻ lép vế hơn. Anh còn xuất hiện trong hàng loạt quảng cáo của các sản phẩm thời trang, mỹ phẩm lớn.
Năm 2017 ngoài bộ phim anh tham gia, anh là nghệ sĩ Thái đầu tiên được nhận giải Asian Star Prize của Lễ trao giải Seoul International Drama Awards 2017. Anh được báo Hàn ví như Jung Woo-sung của Thái Lan. Cùng lúc đó anh đoạt giải Gương mặt Châu Á cùng nữ diễn viên Việt Nam Ninh Dương Lan Ngọc ở Liên hoan phim Busan Hàn Quốc.

## Đời tư
Weir từng dính nhiều tin đồn tình cảm với các bạn diễn, thế nhưng anh thừa nhận duy nhất chỉ có nữ diễn viên Pancake Khemanit Jamikorn. Hai người quen nhau khi Weir bắt đầu gia nhập làng giải trí nhưng vào tháng 1/2011 thì họ chia tay. Nguyên nhân do Pancake xuất thân con nhà quý tộc và Weir xuất thân gia đình bình thường, khi Weir quen Pancake anh làm rất nhiều điều vì cô ấy và cũng chịu nhiều áp lực, cuộc chia tay của họ từng gây nhiều tranh cãi và ồn ào dư luận.
Sau đó, anh vướng tin đồn hẹn hò với Bella Ranee, diễn viên thuộc đài Channel 3 (CH3) - là đài truyền hình luôn cạnh tranh CH7 về phim ảnh. Mãi đến 2017, cả hai mới chính thức công khai.
Ngày 26/11/2021 cả hai thông báo chính thức chia tay. Lý do dẫn đến việc Weir Sukollawat và Bella Ranee chia tay là vì trong quá khứ đã có những thay đổi để thích nghi với đối phương nhưng sau cùng họ đã không thể hòa hợp. Quyết định dừng lại là để họ lưu giữ những cảm xúc tốt đẹp với đối phương, không còn là người yêu nhưng vẫn sẽ là anh em, có những cuộc trò chuyện, thảo luận chia sẻ với nhau.
Weir và Vicky đăng ký kết hôn hôm 8/7. Nhiều nguồn tin cho biết Vicky thua chồng nhiều tuổi, là thạc sĩ kinh tế. Đám cưới Weir Sukollawat và bạn gái mới quen vài tháng - Vicky Phimonya Wetparivat - thu hút sự quan tâm của truyền thông lẫn khán giả Thái Lan, ngày 17/7. Theo Thairath, cặp uyên ương chỉ mời hai bên gia đình và bạn bè thân thiết.

## Các phim đã tham gia

### Phim điện ảnh
| Năm       | Tên gốc                            | Tên tiếng Việt                                        | Vai                 | Đóng với |
| --------- | ---------------------------------- | ----------------------------------------------------- | ------------------- | --- |
| 2008      | Where The Miracle Happens          | Nơi kỳ diệu xảy ra                                    | Bác sĩ Phoptham     | Sirapan Wattanajinda                                                                                              |
| 2014      | Teacher's Diary                    | Nhật ký tình yêu                                      | Nui                 | Sukrit Wisedkaew & Chermarn Boonyasak                                                                             |
| 2016      | Ghost Is All Around                | Yêu đến chết                                          | Tar                 | Darancharas Sukheviriya                                                                                           |
| 2018      | Malila: The Farewell Flower        | Malila: Bông hoa chia tay                             | Shane               | Anuchit Sapanpong                                                                                                 |
| 2019      | Dew the Movie                      | Dew, đi cùng nhau nhé                                 | Pop (trưởng thành)  | Pawat Chittsawangdee & Yarinda Boonnark                                                                           |
| 2020      | E-Riam Sing                        | Riam: Nữ quái nổi loạn                                | Kla (khách mời)     | Ranee Campen |
| 2020      | Poo Bao Indy Yayee Inter The Movie | Anh chàng nhà quê, cô nàng thời thượng (bản điện ảnh) | Tossapol            | Stephany Auernig                                                                                                  |
| 2022      | Thirteen Lives                     |                                                       | Saman Kunan         | Viggo Mortensen, Colin Farrell, Joel Edgerton, Teerapat Sajakul, Teeradon Supapunpinyo, Popetorn Soonthornyanakij |
| 2023      | Home For Rent                      | Tà chú cấm                                            | Kwin                | Nittha Jirayungyurn                                                                                               |
| 2023      | Mon Rak Nak Pak                    |                                                       |                     | Hana Lewis |
| hủy chiếu | Fatherhood                         |                                                       | Taron Yangcheepchob | Davika Hoorne & Ranee Campen                                                                                      |

### Phim truyền hình
| Năm  | Tên gốc                              | Tên tiếng Việt                               | Vai                                                                             | Đóng với                                    | Đài     |
| ---- | ------------------------------------ | -------------------------------------------- | ------------------------------------------------------------------------------- | ------------------------------------------- | ------- |
| 2006 | Plik Din Su Dao                      |                                              | Tewit "Te"                                                                      | Khemanit Jamikorn                           | CH7     |
| 2006 | Sainam Sam Cheewit                   | Nước là sự sống                              | Sukrom                                                                          | Khemanit Jamikorn                           | CH7     |
| 2006 | Parakit Pichit Dok Fah               |                                              | Somsanuk Suksommai                                                              | Thikumporn Rittapinun                       | CH7     |
| 2007 | Pleng Ruk Rim Fung Khong             | Chuyện tình sông Mê Kông                     | Ai Phin                                                                         | Alexandra Bounxouei                         | CH7     |
| 2007 | Dung Duang Haruetai                  | Giải mã một vì sao                           | Chao Lang Rangsimantarat                                                        | Usamanee Vaithayanon                        | CH7     |
| 2008 | Tur Keu Cheewit                      | Em là cuộc sống của anh                      | Tol Mon                                                                         | Savika Chaiyadej                            | CH7     |
| 2008 | Khun Noo Taewada                     |                                              | Dan                                                                             | Khemanit Jamikorn                           | CH7     |
| 2008 | Yeuy Fah Tah Din                     |                                              | Salawat Gawin                                                                   | Patcharapa Chaichua                         | CH7     |
| 2008 | Poot Mae Nam Khong                   | Hồn ma sông Mê Kông                          | Dr. Akkanee                                                                     | Warattaya Nilkuha                           | CH7     |
| 2008 | Anuparb Por Khun Ramkhamheng         |                                              | Saamsorn                                                                        | Warattaya Nilkuha                           | CH7     |
| 2009 | Wong Wien Hua Jai                    | Trái tim băng giá                            | Tos Kanaphan                                                                    | Savika Chaiyadej                            | CH7     |
| 2010 | Por Noo Phen Superstar               | Người yêu tôi là một ngôi sao                | Daenthep Yutdamrong                                                             | Akumsiri Suwannasuk                         | CH7     |
| 2010 | Prajan Lai Payak                     | Quyến rũ của phái nữ                         | Anon Singhachat                                                                 | Patcharapa Chaichua                         | CH7     |
| 2010 | Duay Rang Athitarn                   | Sức mạnh nguyện ước                          | Krit                                                                            | Khemanit Jamikorn                           | CH7     |
| 2010 | Ngao Kammathep                       | Hình bóng thần tình yêu                      | Rom Phakanan / Nai Hua                                                          | Davika Hoorne                               | CH7     |
| 2011 | Mon Ruk Mae Nam Moon                 | Chuyện tình bên dòng sông trăng              | Pin Lammaemun                                                                   | Warattaya Nilkuha                           | CH7     |
| 2011 | Nang Sao Jumlaeng Ruk                | Cô gái giả yêu                               | Kimhan "Moohan" Placenban                                                       | Ornjira Larmwilai                           | CH7     |
| 2011 | Nang Fah Kap Mafia                   | Thiên sứ và Mafia                            | Ram / Lak Rattanamani                                                           | Khemanit Jamikorn                           | CH7     |
| 2011 | Phaen Din Mahatsachan                |                                              | Phet                                                                            | Pimchanok Leuwisedpaiboon                   | CH7     |
| 2012 | Khun Dech (2012)                     | Đế vương túy quyền                           | Yongyuth                                                                        | Akumsiri Suwannasuk                         | CH7     |
| 2012 | Pin Anong                            | Thủ đoạn mưu mô                              | Yai Charlit Thamrongrat                                                         | Peechaya Wattanamontree                     | CH7     |
| 2012 | Pbah Nang Sua 2                      | Cô gái hổ trên rừng xanh                     | Nai Yai (khách mời)                                                             |                                             | CH7     |
| 2013 | Roy Lae Sanae Luang                  | Âm mưu đen tối                               | Krao Supakarn                                                                   | Davika Hoorne                               | CH7     |
| 2013 | Nak Soo Maha Gaan                    | Nước mắt tử thần                             | Ritravee / Mr. Thomas Liu                                                       | Pataratida Patcharawirapong                 | CH7     |
| 2014 | Yomabaan Jao Ka                      | Đôi mắt xà thần                              | Dech (khách mời)                                                                |                                             | CH7     |
| 2014 | Lah Ruk Sut Kob Fah                  | Theo đuổi tình yêu đến tận cùng thế giới     | Kamin                                                                           | Peechaya Wattanamontree                     | CH7     |
| 2014 | Rak Tem Ban                          |                                              | Mahasamut (khách mời)                                                           |                                             | CH7     |
| 2014 | Prao                                 | Cạm bẫy hào quang                            | Somchai                                                                         | Patcharapa Chaichua                         | CH7     |
| 2015 | Peuan Paeng                          | Nàng Phuean, nàng Phaeng                     | Jao Lor                                                                         | Fonthip Watcharatrakul & Chiranan Manochaem | CH7     |
| 2015 | Morrasoom Sawat                      | Bão tố cuộc đời                              | Jao Por Sayomphu (Phu)                                                          | Tussaneeya Karnsomnut                       | CH7     |
| 2016 | Petch Tud Petch                      | Sứ giả địa ngục                              | Chart                                                                           | Usamanee Vaithayanon                        | CH7     |
| 2016 | Tai Rom Pra Baramee: Kru Kong Pandin |                                              | Thầy Oothai                                                                     | Chiranan Manochaem                          | CH7     |
| 2017 | Koo Za Rot Zab                       | Cặp đôi cay như ớt                           | Mr. Korapong / Korn                                                             | Peechaya Wattanamontree                     | CH7     |
| 2017 | Niew Hua Jai Sood Glai Puen          | Khoảnh khắc quyết định                       | Đội trưởng Purit Sattakamonpan (Series Sứ mệnh tình yêu) - tuyến chính phần một | Pattarasaya Kreursuwansiri                  | CH7     |
| 2017 | Meu Brap Jao Hua Jai                 | Chinh phục trái tim nàng                     | Đội trưởng Purit Sattakamonpan (Series Sứ mệnh tình yêu) - tuyến chính phần một | Pattarasaya Kreursuwansiri                  | CH7     |
| 2017 | Ratchanawee Tee Ruk                  | Chàng hải quân đáng yêu                      | Đội trưởng Purit Sattakamonpan (Series Sứ mệnh tình yêu) - tuyến chính phần một | Pattarasaya Kreursuwansiri                  | CH7     |
| 2017 | Yeut Fah Ha Pigat Ruk                | Chiếm lĩnh bầu trời kiếm tìm tọa độ tình yêu | Đội trưởng Purit Sattakamonpan (Series Sứ mệnh tình yêu) - tuyến chính phần một | Pattarasaya Kreursuwansiri                  | CH7     |
| 2018 | Sampatan Hua Jai (2018)              | Sự thỏa hiệp của con tim                     | Naboon Yingprasert                                                              | Varitthisa Limthammahisorn                  | CH7     |
| 2019 | Pachara Montra                       | Kim cương thần bí                            | Nadol "Don" Supanich                                                            | Maylada Susri                               | CH7     |
| 2019 | Poo Bao Indy Yayee Inter             | Anh chàng nhà quê, cô nàng thời thượng       | Tossapol                                                                        | Stephany Auernig                            | CH7     |
| 2019 | Yod Rak Nakrob                       | Phải lòng chàng chiến binh                   | Yodrak / Nakrob Moongromran                                                     | Varitthisa Limthammahisorn                  | CH7     |
| 2020 | Marn Bang Jai (2020)                 | Bức màn tình yêu                             | Taen Pruthanon                                                                  | Mookda Narinrak                             | CH7     |
| 2021 | Bangkok Breaking                     | Báo động Bangkok                             | Wanchai                                                                         | Sushar Manaying                             | Netflix |
| 2022 | Krong Nampueng                       | Bẫy tình giam cầm                            | Chalampon                                                                       | Ramida Theerapat                            | CH7     |

### Ca khúc
| Năm  | Tựa                                                         | Với | Ghi chú                                                                                          |
| ---- | ----------------------------------------------------------- | --- | ------------------------------------------------------------------------------------------------ |
| 2006 | สักวันหนึ่ง                                                     | Solo | ประกอบละคร พลิกดินสู่ดาว                                                                             |
| 2006 | เจ้าของใจฉันคือเธอ                                             | Solo | ประกอบละคร พลิกดินสู่ดาว                                                                             |
| 2006 | อยากค้นใจเธอ / Yahk Kon Jai Tur                              | Khemanit Jamikorn | ประกอบละคร พลิกดินสู่ดาว                                                                             |
| 2006 | ความฝัน โบยบิน พลิกดิน สู่ดาว                                     | ธาวิน เยาวพลกุล นวพล ภูวดล เขมนิจ จามิกรณ์ อุษามณี ไวทยานนท์ ณัฐนันท์ จันทรเวช สุรบดินทร์ สมบัติเจริญ มนัญญา ตริยานนท์ สมชาย ลีลารักษ์สกุล จันทรนภา เพชรภักดี                                          | ประกอบละคร พลิกดินสู่ดาว                                                                             |
| 2006 | คนไม่เจียม                                                    | Solo | ประกอบละคร พลิกดินสู่ดาว                                                                             |
| 2006 | พรุ่งนี้จะไม่เหนื่อยแล้ว                                            | Solo | ประกอบละคร พลิกดินสู่ดาว                                                                             |
| 2006 | พิชิตดอกฟ้า                                                    | Solo | ภารกิจพิชิตดอกฟ้า                                                                                    |
| 2007 | เพลงรักริมฝั่งโขง                                               | อเล็กซานดร้า ธิดาวัลย์ บุญช่วย | ประกอบละคร เพลงรักริมฝั่งโขง                                                                         |
| 2007 | บ่ฮู้เป็นหยัง                                                    | อเล็กซานดร้า ธิดาวัลย์ บุญช่วย | ประกอบละคร เพลงรักริมฝั่งโขง                                                                         |
| 2007 | สาวลาวบ่าวไทย                                                | อเล็กซานดร้า ธิดาวัลย์ บุญช่วย | ประกอบละคร เพลงรักริมฝั่งโขง                                                                         |
| 2007 | หนุ่มยโสธร                                                    | Solo | ประกอบละคร เพลงรักริมฝั่งโขง                                                                         |
| 2007 | พิณลานาง                                                     | Solo | ประกอบละคร เพลงรักริมฝั่งโขง                                                                         |
| 2007 | ดั่งดวงหฤทัย / Dung Duang Hareutai                             | Solo | Nhạc phim Giải mã một vì sao                                                                     |
| 2008 | หนีไม่พ้น                                                      | Solo | ประกอบละคร คุณหนูเทวดา                                                                             |
| 2008 | พลิกฟ้าด้วยมือ                                                  | Solo | Nhạc phim Yay Fah Tah Din                                                                        |
| 2008 | สิ่งที่เหลืออยู่ / Sing Tee Leua Yoo                               | Solo | Nhạc phim Yay Fah Tah Din                                                                        |
| 2009 | คำถามที่มีคำตอบ / Kum Tahm Tee Mee Kum Dtaup                   | Solo | Nhạc phim Trái tim băng giá                                                                      |
| 2009 | ความสุข                                                      | Solo | ประกอบโฆษณา Useful food 25 ปีอาหารยอดคุณ                                                           |
| 2009 | หยาดเพชร                                                    | Solo | ประกอบโฆษณา มิสทีน                                                                                 |
| 2010 | ออกอาการหน่อย / Auk Ahgahn Noy                               | Solo | Nhạc phim Người yêu tôi là một ngôi sao                                                          |
| 2010 | ที่หายไปคือทั้งหมด / Tee Hai Bpai Keu Tung Mot                   | Solo | Nhạc phim Người yêu tôi là một ngôi sao                                                          |
| 2010 | หากเรายังรักกัน                                                | Dàn diễn viên đài CH7 | เพลงรณรงค์ให้คนไทยรักกัน                                                                             |
| 2010 | ด้วยแรงอธิษฐาน / Duay Raeng Attittahn                         | Solo | Nhạc phim Sức mạnh nguyện ước                                                                    |
| 2010 | ห้ามใจ / Harm Jai                                            | Solo | Nhạc phim Hình bóng thần tình yêu                                                                |
| 2011 | คนขอนแก่น                                                    | รวมศิลปินชาวจังหวัดขอนแก่น | การรวมตัวครั้งสำคัญเพื่อเป็นสัญลักษณ์ของความรัก ความสามัคคีกันของ "คนขอนแก่น"                                   |
| 2011 | สวรรค์แม่มูล                                                   | วรัทยา นิลคูหา | ประกอบละคร มนต์รักแม่น้ำมูล                                                                           |
| 2011 | มนต์รักแม่น้ำมูล                                                 | Solo | ประกอบละคร มนต์รักแม่น้ำมูล                                                                           |
| 2011 | ฝากใจไว้ที่เดือน                                                | Solo | ประกอบละคร มนต์รักแม่น้ำมูล                                                                           |
| 2011 | ขอโทษ                                                       | Solo | ประกอบละคร นางสาวจำแลงรัก                                                                         |
| 2011 | รู้หน้าไม่รู้ใจ / Roo Nah Mai Roo Jai                             | Solo | Nhạc phim Thiên sứ và Mafia                                                                      |
| 2011 | ร้ายมารักไป / Rai Mah Ruk Bpai                                | Khemanit Jamikorn | Nhạc phim Thiên sứ và Mafia                                                                      |
| 2012 | ตบตา / Dtop Dtah                                            | Solo | Nhạc phim Thủ đoạn mưu mô                                                                        |
| 2013 | ตายแล้วฟื้น / Dtai Laeo Feun                                   | Solo | Nhạc phim Nước mắt tử thần                                                                       |
| 2014 | สุดขอบฟ้า - Soot Kaup Fah                                     | Solo | Nhạc phim Theo đuổi tình yêu đến tận cùng thế giới                                               |
| 2014 | นิทรา / Nitrah                                               | Solo | Nhạc phim Theo đuổi tình yêu đến tận cùng thế giới                                               |
| 2014 | 1 2 3 4 5 I LOVE YOU                                        | Nadech Kugimiya Mario Maurer Phupoom Pongpanu James Ma | Give Me 5 Concert Rate A                                                                         |
| 2015 | ปั่นจักรยาน / Bpun Jukkrayahn                                  | Nhiều ca sĩ | Music for the bicycle activity in honor of Her Majesty Queen Sirikit. Her Majesty's BIKE FOR MOM |
| 2015 | ขอพูดในใจก็พอ / Kor Poot Nai Jai Gor Por                      | Solo | Nhạc phim Bão tố cuộc đời                                                                        |
| 2015 | รอยเท้าพ่อ / Roy Tao Por                                      | Pataradet Sa-nguankwamdee Saran Sirilak Kantapong Bamrongrak Peechaya Wattanamontree Fonthip Watcharatrakul Anyarin Terathananpat Atsadaporn Siriwattanakul Maylada Susri | Songs in honor of the King's 88th Birthday Anniversary                                           |
| 2016 | ทางผ่าน / Tahng Pahn                                         | Solo | A special song that has been remixed, only opened "Wave 88.5 EDS"                                |
| 2016 | อุ่นไออาทร / Oon Ai Ahtorn                                    | Mick Tongraya Wongsakorn Poramathakorn Phattharapon Dejpongwaranon Usamanee Vaithayanon Tisanart Sornsuek Pimprapa Tangprabhaporn Maylada Susri                           | Bài hát dành cho sinh nhật của Hoàng hậu                                                         |
| 2016 | เพชรตัดเพชร / Phet Tud Phet                                  | Mick Tongraya | Nhạc phim Sứ giả địa ngục                                                                        |
| 2017 | เป็นเธอเมื่อไหร่ / Bpen Tur Meua Rai                            | Peechaya Wattanamontree | Nhạc phim Cặp đôi cay như ớt                                                                     |
| 2017 | ให้โอกาสหัวใจ / Hai Ohgaht Hua Jai                            | Solo | Nhạc phim Cặp đôi cay như ớt                                                                     |
| 2017 | ภารกิจรัก / Pahragit Ruk                                      | Saran Sirilak Akkaphan Namart Mick Tongraya | Nhạc phim Sứ mệnh tình yêu Series                                                                |
| 2017 | เกินคำพูดใดๆ / Gern Kam Poot Dai Dai                          | Saran Sirilak Akkaphan Namart Mick Tongraya Pataradet Sa-nguankwamdee Thanwa Suriyajak Krittarit Butprom                                                                  | Kỉ niệm 51 năm đài CH7                                                                           |
| 2018 | ทุกพื้นที่ของหัวใจ / Tuk Peun Tee Kong Hua Jai                    | Solo | Nhạc phim Sự thỏa hiệp của con tim                                                               |
| 2019 | พชรมนตรา / Pachara Montra                                   | Solo | Nhạc phim Kim cương thần bí                                                                      |
| 2019 | ได้ส่ำนี้บ้อ / Dai Sarm Nee Bor                                  | Solo | Nhạc phim Anh chàng nhà quê, cô nàng thời thượng                                                 |
| 2019 | ดอกจานประหารใจ / Dauk Jahn Bprahahn Jai                     | Atirut Singhaamphon Poyfai Malaiporn | Nhạc phim Anh chàng nhà quê, cô nàng thời thượng                                                 |
| 2019 | คาถาหารัก / Khatha Ha Rak                                    | Solo | Nhạc phim Phải lòng chàng chiến binh                                                             |
| 2019 | ลาดตระเวนหัวใจ / Laht Dtrawen Hua Jai                        | Solo | Nhạc phim Phải lòng chàng chiến binh                                                             |
| 2019 | วอลซ์นาวี / Waltz Navy                                        | Solo | Nhạc phim Phải lòng chàng chiến binh                                                             |
| 2020 | ครั้งหนึ่งในชีวิต / Krung Neung Nai Cheewit (Once In A Life Time) | Zom Marie | Secre7 Room / GMM Grammy                                                                         |
| 2020 | หน้าที่ของหัวใจ / Natee Khong Hua Jai                           | Solo | Nhạc phim Bức màn tình yêu                                                                       |

### Xuất hiện trong MV
| Năm  | Tên bài hát        | Ca sĩ thể hiện | Với                      |
| ---- | ------------------ | -------------- | ------------------------ |
| 2017 | ยอม ("Yaum")       | Musketeers     | Stephany Auernig         |
| 2021 | ดอกฟ้า ("Dauk Fah") | LABANOON       | Ranchrawee Uakoolwarawat |

## Sự nghiệp kinh doanh
- Nông trại Mía đường (Loei)
- Cool House (Băng Cốc)
- SaibaiJai Life (Khon Kaen)
- Tam Lae (Băng Cốc)
- Wine society (Udon Thani) hợp tác cùng Cee Siwat Chottichaicharin
- Nhà hàng Pad Thai Mae Raynoo (Băng Cốc)
- Nhà hàng Decha Fried Chicken (Băng Cốc)
- Cửa hàng cafe Mongkhon (Băng Cốc)
- School Cafe
- Trung tâm thể hình Health Me Lifestyle Fitness
- Showroom xe moto Triumphm Britbike Rangsit
- Khu căn hộ cho sinh viên thuê ở Khon Kaen
- Follow Bar (Băng Cốc)
- Thương hiệu Weir Jeans
- iPhone Case Cool Story,
- Thương hiệu Calvin Klein Footwear

## Giải thưởng và đề cử
| Năm  | Giải thưởng                                       | Hạng mục                                           | Tác phẩm được đề cử         | Kết quả   |
| ---- | ------------------------------------------------- | -------------------------------------------------- | --------------------------- | --------- |
| 2006 | Star Entertainment Awards 2006                    | Best Rising Actor Top Awards                       | —                           | Đoạt giải |
| 2007 | Komchadluek Awards 2007                           | Highly Popular Leading Actor                       | —                           | Đoạt giải |
| 2007 | Golden TV Award 22nd Award Show                   | Best Leading Song                                  | Pleng Ruk Rim Fung Khong    | Đoạt giải |
| 2008 | Men Awards 2008                                   | Zen Popular Vote Award by Raimond Land Zen Stylish | —                           | Đoạt giải |
| 2008 | IN Young Generation Choice Award                  | Cutest Couple                                      | với Khemanit Jamikorn       | Đoạt giải |
| 2010 | Khon Kaen University                              | Most Pride Alumni                                  | —                           | Đoạt giải |
| 2010 | Top Awards 2010                                   | Best Actor in a Lakorn                             | Quyến rũ của phái nữ        | Đề cử     |
| 2010 | TV Inside Hot Awards                              | Hot Couple Of The Year                             | với Khemanit Jamikorn       | Đoạt giải |
| 2012 | The Journey Of The 1st Anniversary Number 1 Award | No.1 Hot Male Superstar Of The Year                | —                           | Đoạt giải |
| 2012 | Men Health Award                                  | Guy Challenger                                     | —                           | Đoạt giải |
| 2013 | Channel 7 Sang San Awards                         | No.1 Koo Gine                                      | với Peechaya Wattanamontree | Đoạt giải |
| 2013 | Channel 7 Sang San Awards                         | Viewers Favorite Male Actor Of The Year            | —                           | Đoạt giải |
| 2013 | Channel 7 Sang San Awards                         | Leading Actor Performance Award                    | —                           | Đoạt giải |
| 2013 | Idols                                             | Spicy 100 Most Spic                                | —                           | Đoạt giải |
| 2015 | Actor 2015                                        | Mthai Top Talk About                               | —                           | Đoạt giải |
| 2015 | Siam Entertainment Star's Light Awards 2015       | Popular Leading Actor                              | —                           | Đoạt giải |
| 2016 | Kom Chad Luek Awards                              | Best Leading Actor Of The Year                     | —                           | Đoạt giải |
| 2016 | Nine Entertain Awards                             | Leading Actor Of The Year                          | —                           | Đoạt giải |
| 2016 | Nataraja Awards                                   | Best Leading Actor                                 | —                           | Đoạt giải |
| 2016 | Maya Awards                                       | Best Leading Actor                                 | —                           | Đoạt giải |
| 2017 | 12th Seoul International Drama Awards             | Asian Star Prize                                   | —                           | Đoạt giải |
| 2017 | Asia Star Awards 2017                             | Face Of Asia                                       | Malila: The Farewell Flower | Đoạt giải |
| 2018 | 12th Asian Films Awards                           | Best Actor                                         | Malila: The Farewell Flower | Đề cử     |
| 2019 | 10th Nataraj Awards                               | Best Leading Actor Of The Year                     | Sự thỏa hiệp của con tim    | Đề cử     |